# ГП Крајина
ГП Крајина је бањалучко грађевинско предузеће. Једна је од фирми које чине БИРС, индекс Бањалучке берзе.

## Историја
ГП Крајина је основана 1945. године, а 2002. потпуно приватизована.

## Активности
Компанија Крајина пројектује и гради стамбене, јавне и индустријске објекте, а бави се и нискоградњом, изградњом мостова и вијадукта. Међу њиховим најважнијим достигнућима у Бањој Луци су Клинички центар на Паприковцу, Жељезничка станица, фабрике и складишта Ливнице челика Јелшинград, Витаминке, а изградили су и Робну кућу Боска. Предузеће је радило и на реконструкцији Саборног храма Христа Спаситеља у Бањој Луци. Фирма тренутно ради на пројекту стамбено-пословног комплекса Алеја Центар у Бањој Луци.